# Erythmelus israelensis
Erythmelus israelensis is een vliesvleugelig insect uit de familie Mymaridae. De wetenschappelijke naam is voor het eerst geldig gepubliceerd in 1985 door Viggiani & Jesu.